# Heiner Baltes
Heiner Baltes (Düsseldorf, 19 agosto 1949) è un ex calciatore tedesco, di ruolo difensore.

## Palmarès

### Club

#### Competizioni nazionali
- Coppa di Germania: 2

Fortuna Düsseldorf: 1978-1979, 1979-1980